# Padre Coraje
 (срп. Отац Храброст) аргентинска је теленовела, продукцијске куће Pol-ka Producciones, снимана 2004.
У Републици Српској је емитована током 2004. и 2005. на каналу Радио-телевизији Републике Српске.

## Синопсис
Прича почиње 1950. у Аргентини.
Ла Круз је мали град у унутрашњости Аргентине, којим већ деценијама владају чланови породице Коста, његови оснивачи. Унук човека који је подигао Ла Круз, сада је моћни и бескрупулозни градоначелник Мануел Коста. Са друге стране ту је млади идеалиста Габријел Хауреги, који након бројних неправди одлучи да узме закон у своје руке. Тако се рађа Корахе, маскирани борац за правду, који са два помагача непрестано чека прилику да пружи помоћ сиромашнима.
Убиство једног од најуваженијих мештана Алехандра Герика, покреће гласине да је покојник чуо нешто што нико није смео да зна, тајну која угрожава интересе најмоћнијих људи Ла Круза. Када се моћници окупе, схватају да би било идеално убицом прогласити маскираног доброчинитеља. Корахе је шокиран када чује оптужбе и одлучује да нађе кривца за Герикову смрт. На путу до Ла Круза, он и његови саучесници Мећа и Сантос срећу новог свештеника Хуана, који гине у пљачкашком нападу.
Мада на почетку жели да пријави злочин, он схвата да је добио савршену прилику да се увуче у домове мештана. Без имало теолошког знања и слабо упућен у верске обреде, одметник узима идентитет убијеног свештеника и стиже у градић у коме ће, осим убице, пронаћи и праву љубав у Гериковој кћерки Клари. Међутим у новог „свештеника“ се заљубљује и покојникова млађа кћи Ана, која се налази у инвалидским колицима и уверна је да ће јој свештеникова љубав помоћи да поново прохода.

## Ликови
- Габријел / Хуан / Корахе (Факундо Арана) - племенит али и тајанствен момак. Страствен борац за правду, због чега добија надимак Корахе, кога сви сматрају криминалцом. Због чега га оптужују за убиство богаташа Алехандра Герика. Он решава разне проблеме, али није убица. Низом догађаја долази у Ла Круз, под именом Хуан. Касније се заљубљује у Клару.
- Клара Герико (Нанси Дупла) – љупка девојка, која се по карактеру драстично разликује од млађе сестре. У вези је са Орасиом Костом. Много га воли, али та осећања се мењају када у градић дође свештеник Хуан, у ког се заљубљује али крије осећања. Јер мисли да је грех имати везу са свештеником.
- Ана Герико (Карина Зампини) - млађа Елисина и Алехандрова ћерка, Кларина сестра. Корахеа ће недужног окривити са смрт свог оца. Иако га никад није видела (као ни остали) гаји мржњу према њему. А у свештеника Хуана ће се заљубити, не знајући да је он Корахе. Иако је парализована, мисли да је једино љубав свештеника може излечити. Јако је рањива, а понекад и злобна.

## Улоге
| Глумац:              | Улога:                                 |
| -------------------- | -------------------------------------- |
| Факундо Арана        | Габријел Хауреги свештеник Хуан Корахе |
| Нанси Дупла          | Клара Герико                           |
| Карина Зампини       | Ана Герико                             |
| Леонор Бандето       | Аманда Хауреги                         |
| Нора Карпена         | Елиса Герико                           |
| Раул Ризо            | Мануел Коста                           |
| Луис Маћан           | Фројлан Понсе                          |
| Еухениа Тобал        | Мерседес Мећа Томини                   |
| Хавијер Ломбардо     | Санто Томини                           |
| Матиас Сантоиани     | Пипо Хауреги                           |
| Ерикс Валнер         | Марсија Краус                          |
| Хулија Калво         | Месина Кортезе                         |
| Еухенија Гуерти      | Тереса Тете Андраде                    |
| Мерседес Фуенес      | Нора Понсе                             |
| Фабио ди Томасо      | Лаутаро Коста                          |
| Мелина Петриеља      | Лурдес Ла Нена Понсе                   |
| Роберто Ваљехос      | Педро Олмос Реј                        |
| Химена Фасико        | Ева Перон                              |
| Виктор Лаплас        | Хуан Перон                             |
| Лукас Фераро         | Че Гевара                              |
| Серхио Суарко        | Родолфо Пуртале                        |
| Антонио Гримау       | Аугусто                                |
| Наћа Гевара          | Асумпута Постерино                     |
| Хорхе Гарсија Марино | Алехандро Герико                       |
| Карина Мазоко        | Силвија Виљареал                       |
| Хорхе Шуберт         | Ларето                                 |
| Емилио Барди         | Хосе Марија Моно Гатика                |
| Ноеми Франкел        | Перла Понсе                            |
| Моника Лаирана       | Тита                                   |
| Каролина Веспа       | Мишел                                  |
| Марио де Кабо        | Алзага                                 |
| Хорхе Ноласко        | Роли                                   |
| Мерседес Фраиле      | Анхелика                               |
| Ектор Ногез          | Гузман                                 |

## Занимљивости
- Теленовела је била велики хит у Аргентини, којом се на мале екране вратио глумац Факундо Арана, након две године паузе.
- Емитовала се у термину 22h на Каналу 13 јер је обиловала сценама насиља, секса и грубости.
- Иако је глас њеног лика, Муде, помало дечји, глумица Фабијана Гарсија Лаго нема такав глас.
- У серији су представљене и познате личности из аргентинске историје, које су глумили аргентински глумци. Реч је о бившем аргентинском председнику Хуану Перону, његовој жени Еви Перон, и Че Гевари.
- Главну тему теленовеле, Y que? (срп. Па шта?) отпевао је певач Паз Мартинез.
- Глумци Мелина Петријеља и Фабио ди Томасо одиграли су љубавни пар Лурдес Ла Нену и Лаутаро Коста. Глумци су у стварном животу у срећној љубавној вези већ неколико година.
- Марсела Гуерти и Маркос Карневале, аутори теленовеле, су након завршетка снимања ове теленовеле, написали још једну теленовелу, Hombres de honor, која се претежно базирала на 50-€ године 20-ог века, а у истој су серији глумили и неки глумци из теленовеле.
- Главни негативци теленовеле одушевили су што аргентинску, и публику широм света, према многим мишљењима увелико су бољи од главних глумаца, Факундо Арана и Нанси Дупла. Реч је о глумцима Раулу Ризу, Карини Зампини, Мерседес Фунес и Роберту Ваљехосу.
- Након приказивања последње епизоде, уследила је једночасовна емисија посвећена теленовели у којој је водитељ емисије разговарао са глумцима из серије.

## Награде
| Категорија:                    | Номинован:     | Резултат: |
| ------------------------------ | -------------- | --------- |
| Најбоља теленовела             | /              | Добитници |
| Најбоља уводна нумера          | Паз Мартинез   | Добитник  |
| Најбољи главни глумац          | Факундо Арана  | Добитник  |
| Најбоља главна глумица         | Карина Зампини | Добитница |
| Најбољи споредни глумац        | Луис Маћин     | Добитник  |
| Најбоља споредна глумица       | Хулија Калво   | Добитница |
| Најбоља гостовање у теленовели | Наћа Гевара    | Добитница |